# Wola Mąkolska
Wola Mąkolska – wieś w Polsce położona w województwie łódzkim, w powiecie zgierskim, w gminie Głowno.
Mąkolska Wola była wsią arcybiskupstwa gnieźnieńskiego w powiecie łęczyckim województwa łęczyckiego w końcu XVI wieku. W latach 1975–1998 miejscowość administracyjnie należała do ówczesnego województwa łódzkiego.

## Zabytki
Według rejestru zabytków Narodowego Instytutu Dziedzictwa na listę zabytków wpisane są obiekty:
- chałupa nr 41, drewniana, 1 poł. XIX w., nr rej.: A/619 z 25.08.1967 (nie istnieje?)